# JBU's kvalifikation til DBU's Landspokalturnering for herrer 2010-11
Jydsk Boldspil-Unions kvalifikation til DBU's Landspokalturnering for herrer 2010/2011 er én af DBU's seks lokalunioners kvalifikationsturneringer, der har til formål at finde i alt 56 hold indrangeret i Danmarksserien eller lavere pr. sæsonen 2009-10 til den landsdækkende 1. runde i DBU's Landspokalturnering for herrer 2010-11 (Ekstra Bladet Cup 2010/2011). JBU's turnering har deltagelse af 276 hold, der spiller om 23 ledige pladser i pokalturneringens 1. runde.
Turneringen blev afviklet som en cupturnering over syv runder i foråret 2010, og de 23 vindere i syvende runde kvalificerede sig til 1. runde af den landsdækkende pokalturnering.

## Resultater

### 1. kvalifikationsrunde
Første kvalifikationsrunde havde deltagelse af 41 hold fra serie 5 og 6. Ét af holdene var imidlertid oversidder og gik derfor videre til 2. kvalifikationsrunde uden kamp.
| Dato  | Kamp                                 | Res. |
| ----- | ------------------------------------ | ---- |
| 19.4. | FB Århus Omegn – FC Skagen Magic     | 2-1  |
| 19.4. | Sønder Hygum BK – Hammelev SUF       | 3-4  |
| 20.4. | Horne KFUM – Understed IF            | 0-5  |
| 20.4. | Thise IF – Thorup IF                 | 0-2  |
| 20.4. | Vadum IF – Arentsminde IF            | 8-1  |
| 20.4. | IF Haabet Øster Uttrup – ØFC Aalborg | 1-3  |
| 20.4. | Blenstrup IF – Astrup IF Arden       | 3-2  |
| 20.4. | Veddum IF – Vive IF                  | 4-6  |
| 20.4. | Gødvad GIF – Gjern IF                | 2-5  |
| 20.4. | Herskind BK – FC Natuglerne          | 5-6  |

| Dato  | Kamp                                  | Res. |
| ----- | ------------------------------------- | ---- |
| 20.4. | FC Åben Modus – TMV Siempre           | 4-0  |
| 20.4. | Hou og Omegns IF – Saxild IF          | 0-5  |
| 20.4. | B07 3 Sikre – Højen G&U               | 10-9 |
| 20.4. | Alminde/Viuf GIF – Taulov Skærbæk IF  | 1-5  |
| 20.4. | Vester Nebel IF – Hovborg/Lindknud FA | 1-5  |
| 20.4. | Hellevad IF – FC Høje Kolstrup        | 10-2 |
| 20.4. | Tinglev IF – Visby IF                 | 2-1  |
| 20.4. | Ørebro BK – Ellidshøj IF              | 0-2  |
| 20.4. | Vokslev IF – Aggersund IF             | 1-4  |
| 20.4. | Sallingsund FC – HVH                  | 1-2  |

### 2. kvalifikationsrunde
Anden kvalifikationsrunde havde deltagelse af de 20 vindere og en oversidder fra 1. kvalifikationsrunde samt 88 hold fra serie 4, som først trådte ind i turneringen i denne runde. Ét af de 109 hold var imidlertid oversidder i denne runde og gik derfor direkte videre til 3. kvalifikationsrunde uden kamp.
| Dato  | Kamp                                          | Res. |
| ----- | --------------------------------------------- | ---- |
| 26.4. | IK Rosendal – Terndrup IF                     | 4-1  |
| 27.4. | Sørup IF – Valsgård IF 83                     | 3-4  |
| 27.4. | Gjern IF – Ans IF                             | 5-6  |
| 27.4. | HVH – Nordvestmors BK                         | 5-1  |
| 27.4. | Vorupør BK – Thyholm IF                       | 1-3  |
| 27.4. | Roslev IK – Ørslevkloster IF                  | 5-1  |
| 27.4. | Sjørring BK – Sydthy BK                       | 6-1  |
| 27.4. | Højslev Kirkeby IF – Mejdal GIK               | 1-0  |
| 27.4. | Kølkær/Fasterholt/Arnborg IF – Herning Egemen | 11-2 |
| 27.4. | Sunds IF – Tulstrup-Faurholt IK               | 3-0  |
| 27.4. | Fjelstervang IF – Kollund/Lind GF             | 0-4  |
| 27.4. | Viborg B 67 – Fårvang IF                      | 1-2  |
| 27.4. | FC Natuglerne – AC Smølf                      | 2-3  |
| 27.4. | Saxild IF – FB Århus Omegn                    | 7-0  |
| 27.4. | AC Thomastis – FC Åben Modus                  | 1-4  |
| 27.4. | IF Haurum/Sall IF – Hørning IF                | 1-2  |
| 27.4. | Virring-Vitved UI – Østbirk IF                | 0-1  |
| 27.4. | Øster Nykirke IF – Århusbakken FC             | 7-6  |
| 27.4. | Stjær BK – Team Leo IF                        | 0-6  |
| 27.4. | Sole IF – Stilling IF                         | 3-0  |
| 27.4. | Hornslet IF – FC Dario                        | 4-0  |
| 27.4. | Fårup Sønderbæk IF – FC Sabur                 | 6-5  |
| 27.4. | Harlev IK – Eliten FC                         | 2-3  |
| 27.4. | Pindstrup IF – FC Gaudeamus                   | 2-4  |
| 27.4. | Bjert IF – Nr. Bjært Strandhuse IF            | 4-5  |
| 27.4. | Barrit GIF – Firehøje IF                      | 2-7  |
| 27.4. | FC Lunde – SF Hekla                           | 1-3  |

| Dato  | Kamp                                    | Res. |
| ----- | --------------------------------------- | ---- |
| 27.4. | B07 3 Sikre – FC Assyrian               | 3-1  |
| 27.4. | Taulov Skærbæk IF – Grejs IF            | 3-2  |
| 27.4. | Hovborg/Lindknud FA – Christiansfeld IF | 2-25 |
| 27.4. | Hellevad IF – Tinglev IF                | 4-1  |
| 27.4. | Hammelev SUF – Arnum IF                 | HHT  |
| 27.4. | Hjerting IF – Coconut Lions             | 5-3  |
| 27.4. | Midtals IF – Løjt IF                    | 4-2  |
| 27.4. | Krogager BK – Kvaglund IF               | 2-1  |
| 27.4. | Bolderslev BK – BK FREM Egernsund       | 1-2  |
| 27.4. | Bramming Beach Boys FC – Agerbæk SF     | 0-4  |
| 27.4. | Øsby IF – Sønderborg Inter              | 2-4  |
| 27.4. | Nørre Nebel IF – Føvling Stenderup UI   | 1-3  |
| 27.4. | Tarp BK – BK-06 Esbjerg                 | 2-3  |
| 27.4. | Lundtoft IF – Over Jerstal FK           | 2-1  |
| 27.4. | Højer IF – Sønderborg Fremad            | 4-1  |
| 27.4. | Sdr. Omme/Stakroge/Hoven IF – FC GOG    | 5-6  |
| 27.4. | Ellidshøj IF – FC Ljiljan               | 5-2  |
| 27.4. | Vadum IF – Blenstrup IF                 | UHT  |
| 27.4. | Vive IF – Skalborg SK                   | 0-2  |
| 27.4. | ØFC Aalborg – Dall-Ferslev IF           | 2-4  |
| 27.4. | Understed IF – Bagterp IF               | 2-1  |
| 27.4. | Aggersund IF – IF Jarl Arden            | 1-4  |
| 27.4. | Øster Hornum IF – Vindblæs BK           | 5-0  |
| 27.4. | Thorup IF – Tranum GF                   | 1-2  |
| 27.4. | BK Bangsbo Freja – Dybvad BK            | 2-1  |
| 27.4. | Lendum UGI – Poulstrup Vrejlev 81       | 0-1  |
| 27.4. | Trekroner IF 98 – B 32 Øster Sundby     | 1-3  |

### 3. kvalifikationsrunde
Tredje kvalifikationsrunde havde deltagelse af de 54 vindere og en oversidder fra 2. kvalifikationsrunde samt 45 hold fra serie 3, som først trådte ind i turneringen i denne runde. 14 af de 114 hold var imidlertid oversiddere i denne runde og gik derfor direkte videre til 4. kvalifikationsrunde uden kamp.
| Dato | Kamp                                    | Res. |
| ---- | --------------------------------------- | ---- |
| 3.5. | FC Åben Modus – Team Leo IF             | 5-1  |
| 3.5. | SF FREM Thyregod – B 74 Silkeborg       | 2-3  |
| 4.5. | Strandby-Elling IF – Asdal IF           | 6-3  |
| 4.5. | Vadum IF – Ellidshøj IF                 | 4-0  |
| 4.5. | Skalborg SK – Dall-Ferslev IF           | 0-1  |
| 4.5. | Understed IF – Tornby IF                | 0-3  |
| 4.5. | IF Jarl Arden – Sebber IF               | 8-7  |
| 4.5. | Tranum GF – BK Bangsbo Freja            | 1-3  |
| 4.5. | Poulstrup Vrejlev 81 – Flauenskjold IF  | 0-4  |
| 4.5. | Brønderslev IF – Dronninglund IF        | 3-0  |
| 4.5. | IK Rosendal – Vaarst-Fjellerad BK       | 2-6  |
| 4.5. | B 32 Øster Sundby – Bælum/Solbjerg IF   | 1-6  |
| 4.5. | Hadsund BK – Aalborgstudenternes IF     | 4-2  |
| 4.5. | HVH – Sundsøre FK                       | 2-5  |
| 4.5. | Karup Kølvrå 07 – Holtbjerg BK          | 3-4  |
| 4.5. | Roslev IK – Sjørring BK                 | 1-2  |
| 4.5. | Højslev Kirkeby IF – Harboøre IF        | 0-4  |
| 4.5. | Thyholm IF – Nordthy/Hillerslev         | 4-2  |
| 4.5. | Vridsted IF – Sdr. Rind/Vinkel IF       | 3-1  |
| 4.5. | Sunds IF – Kølkær/Fasterholt/Arnborg IF | 6-7  |
| 4.5. | Kollund/Lind GF – Feldborg Haderup IF   | 5-2  |
| 4.5. | Bording IF – Borup IF                   | 4-3  |
| 4.5. | Borbjerg GU – Bruunshåb/Tapdrup IF      | 0-1  |
| 4.5. | Ans IF – Beder-Malling IF               | HHT  |
| 4.5. | Skals FF – BK Sydhimmerland             | 5-6  |

| Dato | Kamp                                        | Res. |
| ---- | ------------------------------------------- | ---- |
| 4.5. | Linde BK – Løgstrup IF                      | UHT  |
| 4.5. | Saxild IF – AC Smølf                        | 2-4  |
| 4.5. | Jydsk Akademisk IF – IF Posten Århus        | 2-0  |
| 4.5. | Taulov Skærbæk IF – Den Bosniske IF         | 3-4  |
| 4.5. | Firehøje IF – Dalby GF                      | 7-2  |
| 4.5. | Eliten FC – FC Royal                        | 0-2  |
| 4.5. | Fårvang IF – Øster Nykirke IF               | 3-0  |
| 4.5. | Hørning IF – Sejs-Svejbæk IF                | 3-1  |
| 4.5. | Nr. Bjært Strandhuse IF – Kolding KFUM's IF | 0-2  |
| 4.5. | B07 3 Sikre – Ølsted UGF                    | 1-3  |
| 4.5. | Sole IF – Østbirk IF                        | 4-6  |
| 4.5. | Fårup Sønderbæk IF – Sønderhald IF          | 8-7  |
| 4.5. | SF Hekla – Testrup Mårslet GF               | 7-6  |
| 4.5. | FC Gaudeamus – Viby F 97                    | 1-2  |
| 4.5. | Hellevad IF – Arnum IF                      | 7-6  |
| 4.5. | Hjerting IF – Lunde BK                      | 4-2  |
| 4.5. | Sommersted IF – Rødekro IF                  | 4-2  |
| 4.5. | Jernved IF – Sig/Thorstrup IF               | 1-2  |
| 4.5. | Midtals IF – BNS                            | 1-4  |
| 4.5. | Lundtoft IF – Højer IF                      | 3-0  |
| 4.5. | FC GOG – Næsbjerg/Rousthøje UI              | 1-4  |
| 4.5. | Føvling Stenderup UI – BK-06 Esbjerg        | 5-1  |
| 4.5. | Agerbæk SF – Ansager IF                     | UHT  |
| 4.5. | Krogager BK – Billund IF                    | UHT  |
| 4.5. | Christiansfeld IF – BGF/HFB                 | 4-1  |

### 4. kvalifikationsrunde
Tredje kvalifikationsrunde havde deltagelse af de 50 vindere og 14 oversiddere fra 2. kvalifikationsrunde samt 50 hold fra serie 2, som først trådte ind i turneringen i denne runde. 15 af de 105 hold var imidlertid oversiddere i denne runde og gik derfor direkte videre til 5. kvalifikationsrunde uden kamp.
| Dato  | Kamp                                        | Res. |
| ----- | ------------------------------------------- | ---- |
| 11.5. | Østervraa IF – NUBI                         | UHT  |
| 11.5. | Strandby-Elling IF – Sindal IF              | 6-5  |
| 11.5. | Tornby IF – Sulsted IF                      | 0-4  |
| 11.5. | St. Restrup IF – Nørager/Rørbæk IF          | 3-4  |
| 11.5. | Øster Hornum IF – Valsgård IF 83            | 4-2  |
| 11.5. | Vadum IF – Dall-Ferslev IF                  | 3-1  |
| 11.5. | BK Bangsbo Freja – Flauenskjold IF          | 5-2  |
| 11.5. | IF Jarl Arden – Hadsund BK                  | 1-3  |
| 11.5. | Vaarst-Fjellerad BK – Sundsøre FK           | UHT  |
| 11.5. | Nors BK – Tjele Vest Sport                  | 0-3  |
| 11.5. | Faster/Hanning – Ølstrup GU                 | 3-1  |
| 11.5. | Stoholm IF – Snejbjerg S. G. & I.           | 5-3  |
| 11.5. | Vridsted IF – Møldrup Tostrup IF            | 0-4  |
| 11.5. | Holtbjerg BK – Hammerum IF                  | UHT  |
| 11.5. | Bruunshåb/Tapdrup IF – Hersom-Bjerregrav IF | 3-1  |
| 11.5. | Kølkær/Fasterholt/Arnborg IF – Herning KFUM | 2-4  |
| 11.5. | Sjørring BK – Klitmøller IF                 | 1-6  |
| 11.5. | Linde BK – Ulbjerg IF                       | 1-2  |
| 11.5. | Kollund/Lind GF – Videbæk IF                | 0-10 |
| 11.5. | Thyholm IF – Harboøre IF                    | 4-0  |
| 11.5. | Langaa IK – Lemming IF                      | 3-0  |
| 11.5. | Jydsk Akademisk IF – Fuglebakken KFUM Århus | 4-1  |

| Dato  | Kamp                                | Res. |
| ----- | ----------------------------------- | ---- |
| 11.5. | Nørre Snede GF – Fynslund BK        | 4-3  |
| 11.5. | Fårvang IF – Silkeborg BK           | 2-1  |
| 11.5. | Hørning IF – HA 85                  | 4-3  |
| 11.5. | Ølsted UGF – Bredstrup-Pjedsted IF  | 1-3  |
| 11.5. | Hornslet IF – Beder-Malling IF      | 1-2  |
| 11.5. | FC Royal – Vejlby IK                | UHT  |
| 11.5. | AC Smølf – Viby F 97                | 3-0  |
| 11.5. | Østbirk IF – Kolding KFUM           | 1-3  |
| 11.5. | Firehøje IF – Ammitsbøl SG&I        | 7-2  |
| 11.5. | Den Bosniske IF – Seest BK          | 0-1  |
| 11.5. | Fårup Sønderbæk IF – SF Hekla       | 3-2  |
| 11.5. | Krogager BK – Næsbjerg/Rousthøje UI | 3-5  |
| 11.5. | Føvling Stenderup UI – Hjerting IF  | 5-7  |
| 11.5. | Hellevad IF – BNS                   | 2-5  |
| 11.5. | Agerbæk SF – Oksbøl BK              | 2-3  |
| 11.5. | Sønderborg Inter – Lundtoft IF      | 1-3  |
| 11.5. | Sig/Thorstrup IF – Darum IF         | 5-3  |
| 11.5. | Sommersted IF – Vojens BI           | 0-1  |
| 11.5. | FC King George – Tistrup BK         | UHT  |
| 11.5. | Fanø BK – Hviding IF                | 2-1  |
| 11.5. | Grindsted GIF – Outrup BK           | 10-0 |
| 11.5. | Toftlund IF – Spangsbjerg IF        | 2-0  |
| 11.5. | BK Frem Egernsund – Bov IF          | 4-2  |

Oversiddere: VHG/GS, Bjerringbro IF, Mejrup GU, Spjald IF, Vatanspor, Aarhus 1900, Starup UIF og Tjæreborg IF fra serie 2, Bælum/Solbjerg, Brønderslev IF, BK Sydhimmerland, Bording IF og B 74 Silkeborg fra serie 3 samt Christiansfeld IF fra serie 4 og FC Åben Modus fra serie 5

### 5. kvalifikationsrunde
Femte kvalifikationsrunde havde deltagelse af de 45 vindere og 15 oversiddere fra 4. kvalifikationsrunde samt 24 hold fra serie 1, som først trådte ind i turneringen i denne runde. 16 af de 84 hold var imidlertid oversiddere i denne runde og gik derfor direkte videre til 6. kvalifikationsrunde uden kamp.
| Dato  | Kamp                                  | Res. |
| ----- | ------------------------------------- | ---- |
| 18.5. | FC Åben Modus – Aarhus 1900           | 0-2  |
| 18.5. | Silkeborg KFUM – Stensballe IK        | 3-1  |
| 18.5. | Nr. Snede GF – Christiansbjerg IF     | 4-5  |
| 18.5. | Fårup Sønderbæk IF – Beder-Malling IF | 7-6  |
| 18.5. | Kolding KFUM – Give Fremad            | 1-7  |
| 18.5. | Hørning IF – Hedensted IF             | 1-2  |
| 18.5. | Firehøje IF – KSC Kolding             | 3-0  |
| 18.5. | Næsbjerg/Rousthøje UI – Seest BK      | 2-0  |
| 18.5. | Hjerting IF – Sig/Thorstrup IF        | 2-1  |
| 18.5. | Lundtoft IF – BNS                     | 3-0  |
| 18.5. | Oksbøl BK – Toftlund IF               | UHT  |
| 18.5. | Fanø BK – Esbjerg IF 92               | 0-2  |
| 18.5. | Christiansfeld IF – Vojens BI         | UHT  |
| 18.5. | Tjæreborg IF – Starup UIF             | 3-1  |
| 18.5. | FC King George – Jerne IF             | 1-3  |
| 18.5. | BK Frem Egernsund – Egen UI           | 0-7  |
| 18.5. | B 74 Silkeborg – Vatanspor            | 1-4  |

| Dato  | Kamp                                      | Res. |
| ----- | ----------------------------------------- | ---- |
| 18.5. | Bælum/Solbjerg IF – VHG/GS                | 3-6  |
| 18.5. | Brønderslev IF – Birkelse IF              | 1-2  |
| 18.5. | Strandby-Elling IF – Hirtshals BK         | 0-7  |
| 18.5. | Vadum IF – BK Bangsbo Freja               | 1-0  |
| 18.5. | Sulsted IF – Nørresundby BK               | 2-1  |
| 18.5. | Øster Hornum IF – Hadsund BK              | 4-5  |
| 18.5. | Vaarst-Fjellerad BK – Kvik/Aalestrup IF   | 5-1  |
| 18.5. | Klitmøller IF – Koldby/Hørdum IF          | 3-0  |
| 18.5. | Ulbjerg IF – Struer BK                    | 4-0  |
| 18.5. | Faster/Hanning – Herning KFUM             | 1-6  |
| 18.5. | BK Sydhimmerland – Stoholm IF             | 2-1  |
| 18.5. | Bording IF – Holtbjerg BK                 | HHT  |
| 18.5. | Spjald IF – Mejrup GU                     | 2-4  |
| 18.5. | Bruunshåb/Tapdrup IF – Møldrup Tostrup IF | 6-3  |
| 18.5. | Fårvang IF – Bjerringbro IF               | 1-5  |
| 18.5. | Thyholm IF – Videbæk IF                   | 3-1  |
| 18.5. | Jydsk Akademisk IF – IF AIA-Tranbjerg     | 2-3  |

Oversiddere: Aalborg Chang (S1/5), Sæby IF Skjold (S1/5), Lystrup IF (S1/6), Aulum IF (S1/7), Viborg Sdrm. IK (S1/6), DGL 2000 (S1/8), Kolding B (S1/10), Sædding/G. IF (S1/9), Tjele Vest Sport (S2/14), Østervraa IF (S2/11), Langaa IK (S2/14), BPI (S2/20), Grindsted GIF (S2/20), Nørager/Rørbæk IF (S3/28), FC Royal (S3/38), AC S.M.Ø.L.F (S4/84).

### 6. kvalifikationsrunde
Sjette kvalifikationsrunde havde deltagelse af de 34 vindere og 16 oversiddere fra 5. kvalifikationsrunde samt 7 hold fra Jyllandsserien, som først trådte ind i turneringen i denne runde. 3 af de 57 hold var imidlertid oversiddere i denne runde og gik derfor direkte videre til 7. kvalifikationsrunde uden kamp.
| Dato  | Kamp                                        | Res. |
| ----- | ------------------------------------------- | ---- |
| 31.5. | Oksbøl BK – Grindsted GIF                   | 0-7  |
| 1.6.  | Næsbjerg/Rousthøje UI – Sædding-Guldager IF | 1-2  |
| 1.6.  | Hjerting IF – Give Fremad                   | 0-4  |
| 1.6.  | Christiansfeld IF – Esbjerg IF 92           | 1-8  |
| 1.6.  | Tjæreborg IF – Jerne IF                     | 2-5  |
| 1.6.  | Lundtoft IF – Egen UI                       | 1-7  |
| 1.6.  | Bredstrup-Pjedsted IF – Kolding BK          | 3-1  |
| 1.6.  | Østervraa IF – IF Skjold                    | 1-2  |
| 1.6.  | VHG/GS – Aalborg Chang                      | 1-3  |
| 1.6.  | Nørager/Rørbæk IF – Sulsted IF              | 0-2  |
| 1.6.  | Vadum IF – Birkelse IF                      | 1-4  |
| 1.6.  | Vaarst-Fjellerad BK – Hirtshals BK          | 1-9  |
| 1.6.  | Hadsund BK – BK Sydhimmerland               | 3-4  |
| 1.6.  | Ulbjerg IF – Lemvig GF                      | HHT  |

| Dato | Kamp                                 | Res. |
| ---- | ------------------------------------ | ---- |
| 1.6. | Thyholm IF – Tjele Vest Sport        | 6-7  |
| 1.6. | Herning KFUM – Aulum IF              | 4-0  |
| 1.6. | Funder GF – Hadsten SK               | 8-0  |
| 1.6. | Christiansbjerg IF – FC Horsens      | 4-0  |
| 1.6. | Fårup Sønderbæk IF – IF Lyseng       | 0-3  |
| 1.6. | AC Smølf – Bjerringbro IF            | 1-2  |
| 1.6. | Holtbjerg BK – Langaa IK             | 1-3  |
| 1.6. | Mejrup GU – Søndermarkens IK         | 2-5  |
| 1.6. | FC Royal – DGL 2000                  | HHT  |
| 1.6. | Aarhus 1900 – Lystrup IF             | 1-2  |
| 1.6. | Bruunshåb/Tapdrup IF – Klitmøller IF | 1-2  |
| 1.6. | Vatanspor – IF AIA-Tranbjerg         | 1-0  |
| 1.6. | Firehøje IF – Vinding SF             | 2-3  |

Oversiddere i 6. runde: Skagen IK (JS2/3), Silkeborg KFUM (S1/8), Hedensted IF (S1/10)

### 7. kvalifikationsrunde
Syvende kvalifikationsrunde har deltagelse af de 27 vindere og 3 oversiddere fra 6. kvalifikationsrunde samt 16 hold fra Jyllandsserien og Danmarksserien, som først trådte ind i turneringen i denne runde. De 23 vindere i denne runde kvalificerer sig til 1. runde af DBU's Landspokalturnering 2010/2011 (Ekstra Bladet Cup 2010/2011).
| Dato | Kamp                          | Res.  |
| ---- | ----------------------------- | ----- |
| 8.6. | IF Skjold – Skagen IK         | 0-1   |
| 8.6. | Sulsted IF – Aalborg Chang    | 0-1   |
| 8.6. | Birkelse IF – Lindholm IF     | 3-2   |
| 8.6. | BK Sydhimmerland – Aars IK    | 0-3   |
| 8.6. | Hirtshals BK – Tårs-Ugilt IF  | 4-0   |
| 8.6. | Tjele Vest Sport – Lemvig GF  | 11-12 |
| 8.6. | Bjerringbro IF – DGL 2000     | 1-0   |
| 8.6. | Herning KFUM – Ringkøbing IF  | 0-3   |
| 8.6. | Aabyhøj IF – IK Skovbakken    | 2-3   |
| 8.6. | Langaa IK – Søndermarkens IK  | 2-3   |
| 8.6. | Lystrup IF – Silkeborg KFUM   | 3-1   |
| 8.6. | Vatanspor – Odder IGF Fodbold | 3-5   |

| Dato  | Kamp                                  | Res. |
| ----- | ------------------------------------- | ---- |
| 8.6.  | Klitmøller IF – Kjellerup IF          | 0-3  |
| 8.6.  | FC Skanderborg – FC Djursland         | 5-3  |
| 8.6.  | Hedensted IF – Funder GF              | 1-4  |
| 8.6.  | Christiansbjerg IF – Viby IF          | 1-4  |
| 8.6.  | IF Lyseng – Hatting-Torsted           | UHT  |
| 8.6.  | Vinding SF – FC Sydvest 05            | 4-1  |
| 8.6.  | Give Fremad – Aabenraa BK             | 0-6  |
| 8.6.  | Grindsted GIF – Sædding-Guldager IF   | 3-2  |
| 8.6.  | Bredstrup-Pjedsted IF – Esbjerg IF 92 | 5-2  |
| 8.6.  | Egen UI – Jerne IF                    | UHT  |
| 15.6. | Frederikshavn fI – Aalborg Freja      | 3-1  |